# HD 46178
HD 46178 è una stella gigante arancione di magnitudine 6,05 situata nella costellazione dell'Unicorno. Dista 834 anni luce dal sistema solare.

## Osservazione

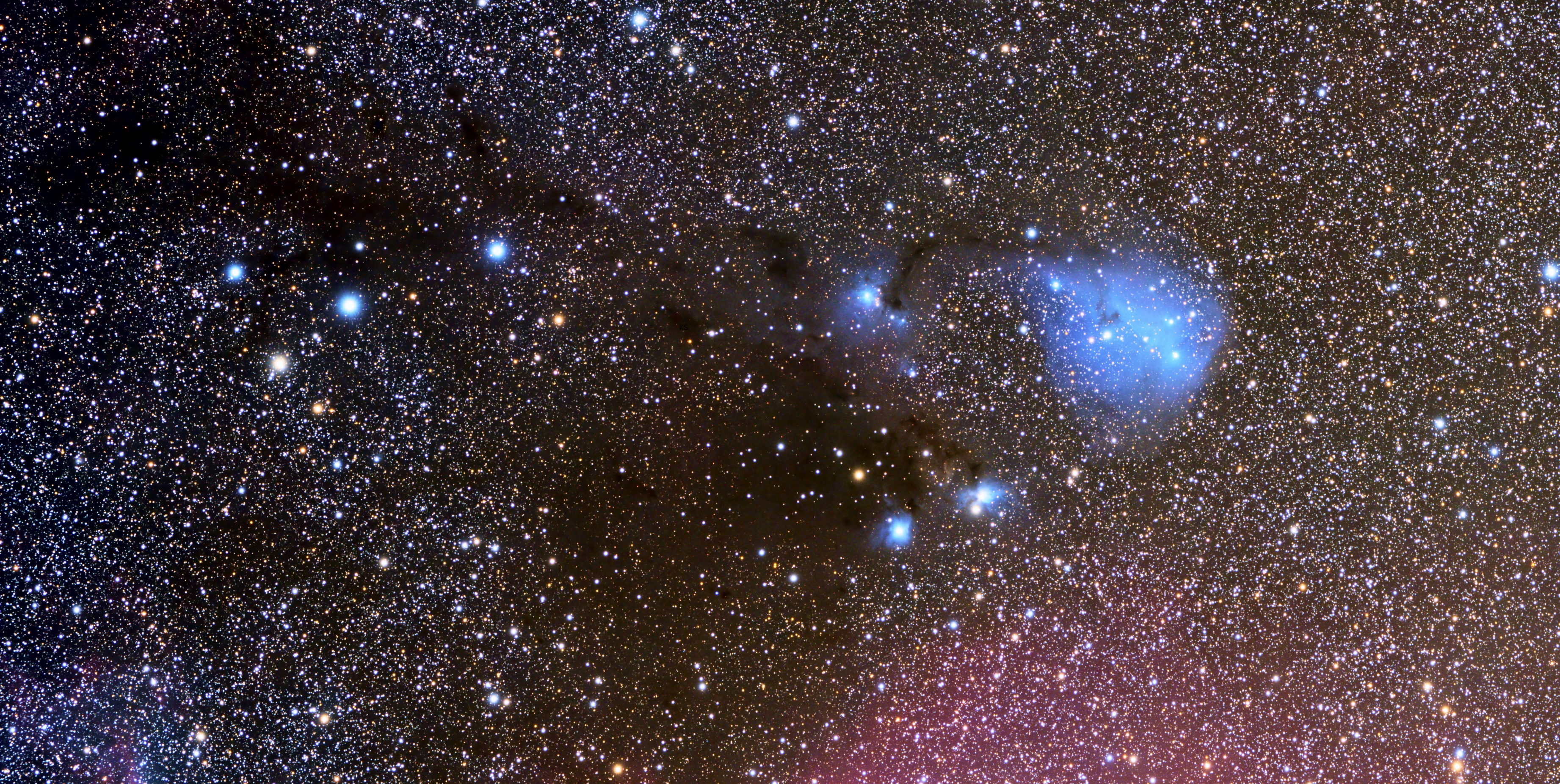
Tra le quattro stelle più brillanti visibili sulla sinistra del complesso nebuloso molecolare di Monoceros R1, HD 46178 è la seconda da sinistra.

Si tratta di una stella situata nell'emisfero celeste boreale; grazie alla sua posizione non fortemente boreale, può essere osservata dalla gran parte delle regioni della Terra, sebbene gli osservatori dell'emisfero nord siano più avvantaggiati. Nei pressi del circolo polare artico appare circumpolare, mentre resta sempre invisibile solo in prossimità dell'Antartide. La sua magnitudine pari a 6 la pone al limite della visibilità ad occhio nudo, pertanto per essere osservata senza l'ausilio di strumenti occorre un cielo limpido e possibilmente senza Luna.
Il periodo migliore per la sua osservazione nel cielo serale ricade nei mesi compresi fra dicembre e maggio; da entrambi gli emisferi il periodo di visibilità rimane indicativamente lo stesso, grazie alla posizione della stella non lontana dall'equatore celeste.

## Caratteristiche fisiche
La stella è una gigante arancione; possiede una magnitudine assoluta di -0,99 e la sua velocità radiale positiva indica che la stella si sta allontanando dal sistema solare.